# 浙南
浙南，是浙江的地理分区，狭义上的浙南指以温州为中心，包括台州、丽水的浙江省南部地区，三地级市也被称为“浙南三地”，有时也会加上武义、永康。这一地区主要起源于秦汉时期的东瓯国，地形多山。广义上的浙南包括浙江省南部的温台丽三地以及临海、龙泉、瑞安、温岭、乐清、玉环、龙港七县级市，苍南、缙云、景宁、平阳、青田、庆元、三门、遂昌、松阳、泰顺、天台、文成、仙居、永嘉、云和、宁海、象山十六县，凡十市十五县，与“浙北平原”相对，也被称为“浙南山地”。